# Мурадян, Семён Семёнович
Семён Семёнович Мурадя́н (арм. Սեմյոն Սեմյոնի Մուրադյան; 21 марта 1988, Ереван, Армянская ССР, СССР) — армянский футболист, нападающий. Бывший игрок молодёжной и юношеской сборных Армении.

## Клубная карьера
Семён Мурадян начал свою карьеру в «Бананце». В первом сезоне за клуб провёл в конце чемпионата 5 матчей и забил 3 мяча. Хороший показатель результативности позволил руководителям перевести Мурадяна в основной состав. В следующей сезоне провёл 21 матч, однако показатели остались на прежнем уровне — 4 мяча, но в кубковых матчах Мурадян показал лучший показатель. В 6-ти матчах — 9 забитых мячей. Мурадян внёс таким образом свой вклад в завоевании кубкового трофея в 2007 году. В проведённых 11 играх следующего чемпионата Мурадян не забил ни одного мяча. Руководству клуба пришлось выставить игрока на трансфер. Заинтересованным в игроке стал «Улисс», в котором Мурадян провёл первую половину сезона. Не показав положительных показателей был продан в ереванский «Арарат». В новом клубе Мурадян не попадал в состав, о чём свидетельствуют 3 проведённых матча за «Арарат». В сезоне 2010 года выступал за «Гандзасар», но и тут у Мурадяна не заладилось с игрой. Всего 2 сыгранных матча за весь чемпионат. Новый сезон Мурадян начал в «Мике-2». В середине чемпионата Мурадян был переведён в основную команду. Во второй игре за «Мику» Мурадян открыл счёт своим голам за клуб.

## Достижения
«Бананц»
- Серебряный призёр чемпионата Армении: 2006, 2007
- Обладатель Кубка Армении: 2007
- Финалист Кубка Армении: 2008,
- Лучший бомбардир чемпионата Армении: 2008

## Статистика
Данные на 24 ноября 2011
| Клуб             | Сезон            | Чемпионат | Чемпионат | Кубки | Кубки | Еврокубки | Еврокубки | Всего | Всего |
| Клуб             | Сезон            | Матчи     | Голы      | Матчи | Голы  | Матчи     | Голы      | Матчи | Голы  |
| ---------------- | ---------------- | --------- | --------- | ----- | ----- | --------- | --------- | ----- | ----- |
| Бананц           | 2006 (2006/07)   | 5         | 3         | 0     | 0     | 2         | 0         | 7     | 3     |
| Бананц           | 2007 (2007/08)   | 21        | 4         | 6     | 9     | 2         | 0         | 29    | 13    |
| Бананц           | 2008 (2008/09)   | 11        | 0         | 0     | 0     | 1         | 0         | 12    | 0     |
| Всего            | Всего            | 37        | 7         | 6     | 9     | 5         | 0         | 48    | 16    |
| Улисс            | 2009 (2009/10)   | 12        | 2         | 4     | 2     | 0         | 0         | 16    | 4     |
| Всего            | Всего            | 12        | 2         | 4     | 2     | 0         | 0         | 16    | 4     |
| Арарат (Ереван)  | 2009 (2009/10)   | 3         | 0         | 0     | 0     | 0         | 0         | 3     | 0     |
| Всего            | Всего            | 3         | 0         | 0     | 0     | 0         | 0         | 3     | 0     |
| Гандзасар        | 2010 (2010/11)   | 2         | 0         | 0     | 0     | 0         | 0         | 2     | 0     |
| Всего            | Всего            | 2         | 0         | 0     | 0     | 0         | 0         | 2     | 0     |
| Мика             | 2011 (2011/12)   | 11        | 3         | 1     | 0     | 2         | 0         | 14    | 3     |
| Мика             | 2012/13          | 0         | 0         | 0     | 0     | 0         | 0         | 0     | 0     |
| Всего            | Всего            | 0         | 0         | 0     | 0     | 0         | 0         | 0     | 0     |
| Всего за карьеру | Всего за карьеру | 65        | 12        | 11    | 11    | 7         | 0         | 83    | 23    |